# Philippinekanaal
Het Philippinekanaal is een waterweg die de kern van Philippine verbindt met de Braakman.
Het kanaal werd aangelegd om scheepvaart van de haven van Philippine naar het Axelse Gat en de Braakman mogelijk te maken, wanneer de schorren ten noorden van Philippine zouden worden bedijkt. Het oorspronkelijk 1,5 km lange kanaal werd in 1899-1900 aangelegd en de schorren ter weerszijden ervan werden ingedijkt, waarbij de Mosselpolder en de Kanaalpolder ontstonden. Op 13 juni 1900 werd het kanaal officieel door minister van financiën Nicolaas Pierson geopend, op 17 juni gevolgd door een feest voor de bevolking. Door het kanaal kon de mosselvisserij van Philippine gered worden.
Toen de Braakman in 1952 werd afgesloten kon dit kanaal niet langer meer voor de scheepvaart worden gebruikt. Het kanaal werd daarom tot 4 km verlengd, loopt langs de spaarbekkens en komt, samen met het Isabellakanaal, uit in de Braakmankreek.

## Externe bron
- Philippinekanaal